# (7960) Condorcet
(7960) Condorcet ist ein Asteroid des inneren Hauptgürtels, der am 10. August 1994 vom belgischen Astronomen Eric Walter Elst am La-Silla-Observatorium der Europäischen Südsternwarte (IAU-Code 809) in Chile entdeckt wurde. Erste Sichtungen des Asteroiden hatte es bereits im Oktober 1991 unter der vorläufigen Bezeichnung 1991 TP2 an der Thüringer Landessternwarte Tautenburg (IAU-Code 033) gegeben.
(7960) Condorcet wurde nach dem französischen Philosophen, Mathematiker und Politiker der Aufklärung Marie Jean Antoine Nicolas Caritat, Marquis de Condorcet (1743–1794) benannt, der im Bereich der Sozial- und Politikwissenschaften außerdem für das sogenannte Condorcet-Paradoxon berühmt ist.